# Torneo de Casablanca 2015
El Torneo de Casablanca 2015 o Grand Prix Hassan II es un torneo de tenis perteneciente a la ATP en la categoría ATP World Tour 250. Se disputará desde el 6 hasta el 12 de abril, sobre tierra batida.

## Distribución de puntos
| Modalidad            | Campeón | Finalista | Semifinales | Cuartos de final | 2ª ronda | 1ª ronda | Clasificados | 2ª ronda de clasificación | 1ª ronda de clasificación |
| Individual masculino | 250     | 165       | 100         | 50               | 25       | 0        | 13           | 7                         | 0                         |
| Dobles masculino     | 250     | 150       | 90          | 45               | 20       | 0        | -            | -                         | -                         |

### Individuales masculinos
| Tenista                | Ranking | Preclasificado |
| Guillermo García-López | 25      | 1              |
| Martin Kližan          | 41      | 2              |
| Jiří Veselý            | 48      | 3              |
| Marcel Granollers      | 50      | 4              |
| Pablo Carreño Busta    | 54      | 5              |
| Andreas Haider-Maurer  | 56      | 6              |
| Mikhail Kukushkin      | 57      | 7              |
| Diego Schwartzman      | 61      | 8              |

- Ranking del 23 de marzo de 2015

### Dobles masculinos
| Tenista                      | Ranking | Preclasificado |
| Rohan Bopanna Florin Mergea  |         | 1              |
| Andre Begemann Julian Knowle |         | 2              |
| Máximo González Robin Haase  |         | 3              |
| Nicholas Monroe Artem Sitak  |         | 4              |

## Campeones

### Individual
Martin Kližan vence a  Daniel Gimeno-Traver por 6-2, 6-2.

### Dobles
Rameez Junaid /  Adil Shamasdin vencieron a  Rohan Bopanna /  Florin Mergea por 3-6, 6-2, [10-7]